# Cristóbal Ramón Valdés y Valentín-Gamazo
Cristóbal Ramón Valdés y Valentín-Gamazo (España, 23 de octubre de 1960) es un Diplomático español. Es el embajador representante permanente de España ante la Organización para la Seguridad y la Cooperación en Europa (OSCE) en Viena.

## Biografía
Tras licenciarse en Derecho ingresó en la Escuela Diplomática (1967).
Ha ocupado diferentes puestos en el Ministerio de Asuntos Exteriores, entre otros: jefe del área de Asuntos de Desarme, jefe de Programación Protocolo 92;  jefe del área de África Occidental y vocal asesor en el gabinete del secretario de Estado para la Cooperación Internacional y para Iberoamérica; subdirector general adjunto de Comunicación Exterior; jefe del departamento de Cooperación con Asia y Europa Oriental; y director general de Españoles en el Exterior y de Asuntos Consulares y Migratorios.
Ha estado destinado en las representaciones diplomáticas españolas en Pekín, Brasilia (1988), en la Representación Permanente de España ante la Unión Europea y  cónsul general de España en Houston (Estados Unidos).
En agosto de 2021 fue nombrado embajador representante permanente de España ante la Organización para la Seguridad y la Cooperación en Europa.